# Spathecerus multipunctatus
Spathecerus multipunctatus är en tvåvingeart som beskrevs av Lindner 1956. Spathecerus multipunctatus ingår i släktet Spathecerus och familjen lövflugor.
Artens utbredningsområde är Tanzania. Inga underarter finns listade i Catalogue of Life.